# Neve Electronics
Neve Electronics — британська компанія, виробник обладнання для звукозапису, заснована 1961 року.

## Історія
Засновником компанії став британський звукоінженер Руперт Нів (1926—2021). Він народився в англійському місті Ньютон-Еббот і захоплювався електронікою з дитинства. Після Другої світової війни він працював інженером в декількох компаніях, аж доки 1961 року разом із дружиною не створив власну фірму Neve Electronics.
Одним з перших значних винаходів Ніва був транзисторний мікшер, створений 1964 року для студії Philips Studios в Лондоні — на відміну від попередніх консолей, заснованих на електровакуумних лампах. Надалі він створив декілька моделей мікшерів серій Neve 50 та Neve 80, попередній підсилювач для мікрофона Neve 1073, компресори Neve 2253 та Neve 2254, що використовувалися на британському телебаченні, та безліч інших іноваційних продуктів.  Виробництво Neve Electronics було розташовано неподалік Кембриджа: з 1964 року на заводі Прістхаус у Літтл-Шелфорді, а за декілька років було відкрито окрему фабрику в селищі Мелборн.
1973 року Neve Electronics було продано групі компаній Bonochord Group, а 1975 року Руперт Нів залишив компанію. 1985 року Neve було продано концерну Siemens, який об'єднав їх з іншим британським виробником мікшерів AMS (Advanced Music Systems), створивши фірму AMS Neve. Оригінальне виробництво Neve Electronics було закрито, а більшість персоналу переїхали до Бернлі, де знаходився завод AMS, і продовжували працювати там над продуктами AMS Neve.
Після відходу з Neve Electronics Руперт Нів продовжував винаходити нові пристрої. 1994 року він переїхав до Техасу, а 2005 заснував з дружиною компанію Rupert Neve Designs. 1997 року Руперт Нів отримав Технічну премію «Греммі» за життєві досягнення. Він помер 2021 року у віці 94 років.